# クイーンズブレイド (ラジオ)
『クイーンズブレイド』のアニメ化（『クイーンズブレイド (アニメ)』）と並行して、「ラジオ・クイーンズブレイド」及び「沼地の魔女の手下たち」の2つのネットラジオ番組が展開されている。本項目では、両番組について解説する。

## 概要
2009年の1月、テレビアニメ放送開始に先立ち、関連情報を紹介のためにメディファクラジオにおいて「ラジオ・クイーンズブレイド」及び「沼地の魔女の手下たち」という2つのネットラジオが交互に配信を開始した。なお、両番組とも配信翌週の金曜日に5分程度のミニ番組が放送されていた。なお、第5金曜日がある場合には主題歌歌手をパーソナリティとして迎えた特別編が配信される場合もあった。その後、「沼地の魔女の手下たち」は9月をもって終了し、10月からは「ラジオ・クイーンズブレイド」が月2回の配信となった。さらに2010年1月からは月1回の配信となり、ミニ番組も2009年12月25日配信分をもって終了することとなった。その後、2010年5月28日配信分をもって番組は最終回を迎えた。

## 番組内容

### ラジオ・クイーンズブレイド
パーソナリティ
- 川澄綾子
- 能登麻美子

配信
- 配信期間：2009年1月30日 - 2010年5月28日（最終金曜日更新[1]）

### 沼地の魔女の手下たち
パーソナリティ
- 釘宮理恵
- 後藤邑子

配信
- 配信期間：2009年3月20日 - 9月25日（第3金曜日更新）

### 特別編
パーソナリティ
- 大橋利恵（第1期OP担当）：2009年5月29日配信分
- ENA（第2期OP担当）：2009年10月30日配信分